# Marcieu
Marcieu település Franciaországban, Isère megyében. Lakosainak száma 68 fő (2022. január 1.). Marcieu Sinard, Treffort, Avignonet, Mayres-Savel és La Motte-Saint-Martin községekkel határos.

## Népesség
A település népességének változása:
| Lakosok száma | 81   | 61   | 70   | 68   | 77   | 75   | 72   | 71   | 71   | 68   |
|               | 1968 | 1982 | 1990 | 2006 | 2013 | 2015 | 2017 | 2019 | 2020 | 2022 |